# Ribe (znak)
Ribe (lat. Pisces) su jedan od 12 horoskopskih znakova. Osobe rođene od 20. veljače do 20. ožujka rođene su u znaku riba.
- Vladajući planet - Neptun, Jupiter
- Element - Voda